# Mudcat Grant
James Timothy „Mudcat“ Grant Jr. (* 13. August 1935 in Lacoochee, Florida; † 11. Juni 2021 in Los Angeles, Kalifornien) war ein US-amerikanischer Baseball-Pitcher der Major League Baseball (MLB). Von 1958 bis 1971 spielte er in 14 Spielzeiten für die Cleveland Indians, Minnesota Twins, Los Angeles Dodgers, Montreal Expos, St. Louis Cardinals, Oakland Athletics und Pittsburgh Pirates.
Grant wurde 1965 der erste schwarze Pitcher, der 20 Spiele in einer Saison in der American League gewann, und der erste schwarze Pitcher, der ein Spiel der World Series für die American League gewann. Der zweifache MLB-All-Star gewann 1965 zwei komplette Spiele in der World Series, schlug in Spiel 6 einen Three-Run-Home-Run und wurde von „The Sporting News“ zum Pitcher des Jahres in der American League gewählt.

## Leben
Grant wurde als eines von sieben Kindern von James Sr. und Viola Grant in Pasco County, Florida, geboren. Sein Vater starb, als er zwei Jahre alt war.
Er besuchte die Moore Academy im nahe gelegenen Dade City, wo er American Football, Basketball und Baseball spielte. Aufgrund seiner Leistungen erhielt er ein Stipendium, um an der Florida Agricultural and Mechanical University (FAMU) studieren und American Football sowie Baseball spielen zu können. Im zweiten Studienjahr brach er sein Studium ab, um seine Familie zu unterstützen, die sich in finanziellen Schwierigkeiten befand.
Grant starb am 11. Juni 2021 im Alter von 85 Jahren; sein Tod wurde am folgenden Tag bekannt gegeben.

## Karriere
1954 wurde Grant von den Cleveland Indians als freier Amateur unter Vertrag genommen.
Von 1954 bis 1957 spielte er für vier Spielzeiten in den Minor Leagues. 1956 spielte er Winterbaseball in Kolumbien und 1957 bei den Almendares Alacranes in der kubanischen Liga. Sein Debüt in der Major League Baseball hatte er am 17. April 1958 im Alter von 22 Jahren, in der er ein komplettes Spiel (engl. Complete Game; CG) gegen die Kansas City Athletics gewann.
Seine beste Spielsaison in Cleveland war 1961, als er eine Bilanz von 15:9 Siegen und Niederlagen und einen Durchschnitt von 3,86 „Earned Runs“ erreichte. Im Juni 1964 wechselte er zu den Minnesota Twins und erzielte in der verbleibenden Spielzeit eine Bilanz von 11-9. Im Jahr 1965 hatte Grant das beste Jahr seiner Karriere: Er erzielte eine Bilanz von 21-7 für die Minnesota Twins und trug dazu bei, das Team zur World Series 1965 gegen die Los Angeles Dodgers zu führen. Im selben Jahr moderierte Grant seine eigene, lokale Fernsehsendung in Minneapolis, die „Jim Grant Show“, in der er sang und tanzte.
Grant belegte bei der Wahl zum MVP der American League im Jahr 1965 den sechsten Platz, da er die Liga in Bezug auf Siege, den Gewinn-Verlust-Prozentsatz (.750) und Shutouts anführte. Er begann 39 Spiele, komplettierte 14 Spiele, warf 270+1⁄3 Innings, ließ 252 Hits, 34 Home Runs, 107 Runs, 99 „Earned Runs“ zu und hatte 61 Walks, 142 Strikeouts, acht Wild Pitches, 1095 Bats, zwei Intentional Walks – sein Earned Run Average (ERA) betrug 3,3. Grants Home Run im sechsten Spiel der World Series von 1965 war erst der zweite eines Pitchers der American League während eines World-Series-Spiels.

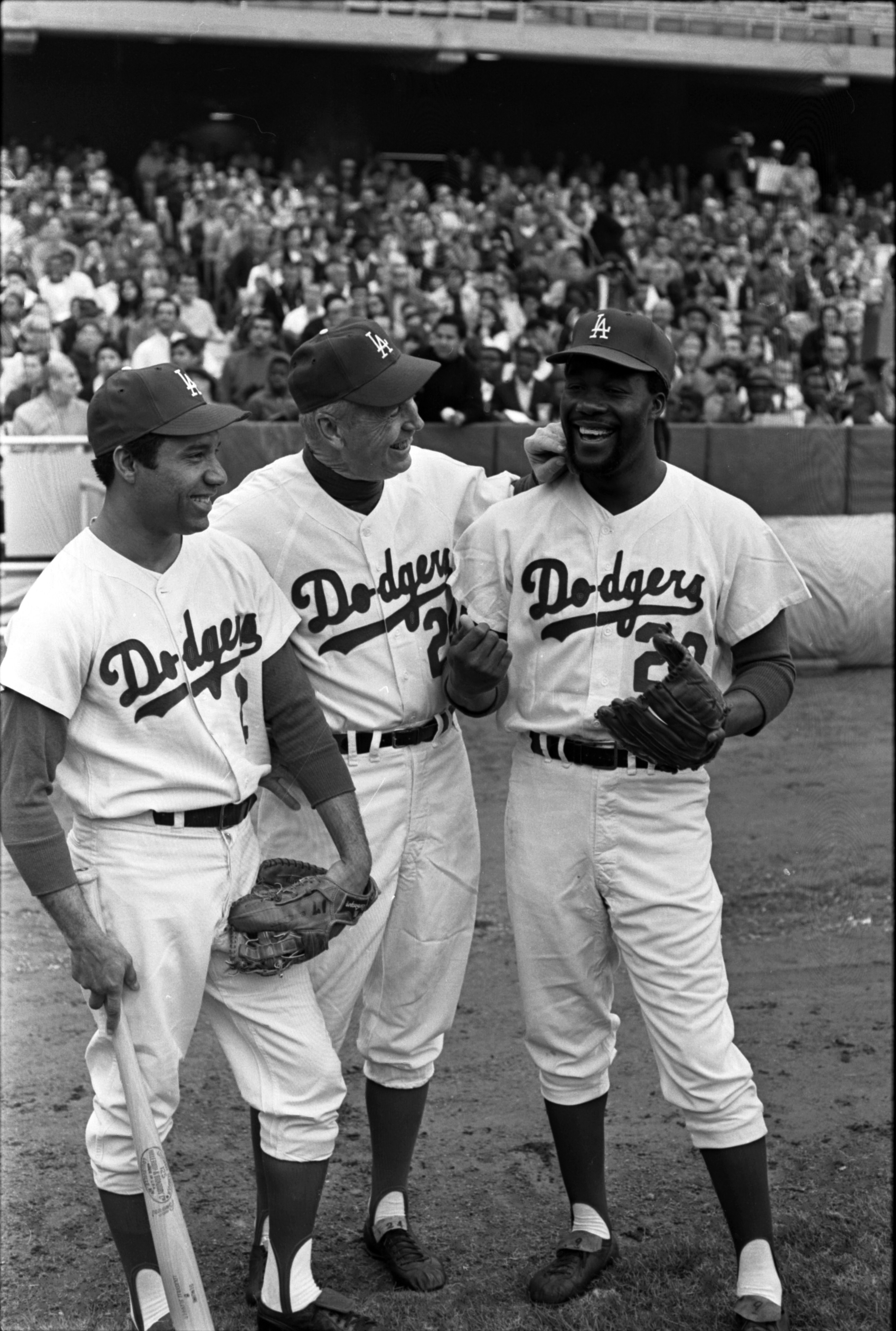
Mudcat Grant (1968)

Grants letztes Jahr als Vollzeit-Start-Pitcher war im Jahr 1966. Die nächsten fünf Spielzeiten verbrachte er im Baseball als Reliever und gelegentlicher Starter von fünf Big-League-Vereinen. Am 28. November 1967 wurden er und Zoilo Versalles von den Minnesota Twins im Tausch für John Roseboro, Ron Perranoski und Bob Miller an die Los Angeles Dodgers verkauft.
Am 8. April 1969 war Grant der erste Pitcher der Montreal Expos in ihrem allerersten Spiel. Er warf 1,1 Innings, ließ sechs Hits und drei Runs zu und begann seine Saison mit einem ERA von 20,25, obwohl die Montreal Expos das Spiel später in einem 11:10 Shootout gewannen, bei dem insgesamt neun Pitcher im Einsatz waren. Sein letztes Spiel in der Major League bestritt er am 29. September 1971 im Alter von 36 Jahren.
In seiner 14-jährigen Karriere in der MLB erzielte er in 571 Spielen eine Bilanz von 145-119 Punkten, wobei er in 293 Spielen startete, 89 komplette Spiele ablieferte und 160 beendete, 18 Shutouts und 53 Saves erzielte, 2.442 Innings warf und einen ERA von 3,63 erreichte. Grants Home Run in sechsten Spiel der World Series von 1965 war der einzige, den er in dieser Saison erzielt hat, und einer von nur sieben, die er in seiner gesamten Karriere schlug. Als Schlagmann hatte Grant einen Schlagdurchschnitt von .178 (135-for-759) mit 80 Runs, sechs Home Runs, 65 Run Batted In (RBI) und 37 „Bases on Balls“. Defensiv verzeichnete er eine „Fielding Percentage“ von .966.
Nach seinem Rücktritt als Spieler arbeitete Grant als Direktor für Öffentlichkeitsarbeit für die North American Softball League (NASL), eine der drei US-amerikanischen Softball-Profiligen der Männer in den späten 1970er und früher 1980er Jahren. Später arbeitete er im Vorstand der Cleveland Indians und Oakland Athletics.
In seinen späteren Jahren widmete sich Grant dem Studium und der Förderung der Geschichte der Schwarzen im Baseball. Auf seiner offiziellen Website würdigte Grant die fünfzehn schwarzen Pitcher (einschließlich seiner selbst), die zwanzig Spiele in einer Saison gewonnen hatten: Vida Blue, Al Downing, Bob Gibson, Dwight Gooden, Grant, Ferguson Jenkins, Sam Jones, Don Newcombe, Mike Norris, David Price, J.R. Richard, C.C. Sabathia, Dave Stewart, Dontrelle Willis und Earl Wilson. 2007 veröffentlichte Grant das Buch The Black Aces: Baseball’s Only African-American Twenty-Game Winners (dt. Die schwarzen Asse – Die einzigen afroamerikanischen Gewinner von zwanzig Spielen), mit Kapiteln über jeden schwarzen bzw. afroamerikanischen Pitcher, der mindestens eine Saison mit zwanzig Siegen absolviert hatte, sowie über Spieler der Negro Leagues, die nach Ansicht von Grant zwanzig Spiele gewonnen hätten, wenn sie hätten spielen dürfen. Das Buch wurde während des Induktionswochenendes 2006 in der Baseball Hall of Fame vorgestellt. Im Februar 2007 ehrte der damalige US-Präsident George W. Bush Grant und seine Kollegen Ferguson Jenkins, Dontrelle Willis und Mike Norris während einer Veranstaltung zum Black History Month im Weißen Haus.
Grant warf den ersten „Pitch“ am Eröffnungstag des Progressive-Field-Stadions in Cleveland am 14. April 2008, um den 50. Jahrestag seines Debüts in der Major League zu feiern. Zu diesem Anlass wurde ihm auch der „Schlüssel der Stadt Cleveland“ als Ehrenbürger überreicht. 2012 wurde er in den „Schrein der Ewigen“ des Baseball Reliquary (dt. Baseball-Reliquiar) aufgenommen. Vier Jahre später erhielt er 2016 den Ehrendoktortitel (L.H.D.) des Whittier College im kalifornischen Whittier.